# Gongping, Guangdong
Gongping (kinesiska: 公平) är en köping i sydöstra Kina. Den ligger i Haifeng härad i staden Shanwei i provinsen Guangdong, omkring 220 kilometer öster om provinshuvudstaden Guangzhou. Antalet invånare är 75 455. Befolkningen består av 36 511 kvinnor och 38 944 män. Barn under 15 år utgör 20,0 %, vuxna 15-64 år 72 %, och äldre över 65 år 6,0 %.